# إريك كراغ
إريك كراغ (بالنرويجية البوكمول: Erik Krag)‏ هو مؤرخ أدبي ومترجم وبروفيسور نرويجي، ولد في 1902 في كوبنهاغن في الدنمارك، وتوفي في 1987.